# Dimitrios Gounaris
Dimitrios Gounaris (grekiska: Δημήτριος Γούναρης), född den 5 januari 1864 i Patras, död (avrättad) den 28 november 1922 i Aten, var en grekisk politiker. Mellan 25 februari 1915 och 10 augusti 1915 var han Greklands premiärminister.
Gounaris var mellan juli 1908 och april 1909 finansminister i ministären Theotokis och tillhörde sedermera i parlamentet oppositionen mot Venizelos och efterträdde i mars 1915 denne som konseljpresident efter brytningen mellan Venizelos och kung Konstantin rörande planerna på Greklands deltagande i första världskriget. Gounaris erbjöd liksom Venizelos åt de allierade Greklands medverkan i kriget mot Turkiet, men endast under förutsättning att de allierade gav formlig garanti för Greklands territoriella integritet.
Sedan Venizelos segrat vid parlamentsvalen i juni samma år fann sig Gounaris nödsakad att efter ett misstroendevotum i parlamentet avgå och ge rum för Venizelos. Han motsatte sig dennes nya interventionsplan i september och hade efter den definitiva brytningen mellan kungen och Venizelos väsentlig andel i de närmast följande ministärernas vacklande politik. Han var inrikesminister i ministärerna Zaimis mellan oktober och november 1915 och Skouloudis mellan november 1915 och juni 1916. När Venizelos 1917 åter kom till makten, var Gounaris tvungen att gå i landsflykt. 
Han återvände i oktober 1920, ledde valkampanjen mot Venizelos och var efter dennes störtande krigsminister i ministärerna Rallis mellan november 1920 och februari 1921 och Kalegeropoulos mellan februari och april 1921. I april 1921 blev han själv konseljpresident, störtades i mars 1922, blev återigen konseljpresident mellan april och maj samma år och var mellan maj och september medlem av ministären Protopapadakis. Efter det stora grekiska nederlaget i Mindre Asien samma år och den därpå följande statsvälvningen ställdes Gounaris jämte flera före detta ministrar och generaler under åtal inför krigsrätt och dömdes till döden och avrättades.